# Menyháza község
Menyháza község (románul: Comuna Moneasa) község Arad megyében, Romániában. Központja Menyháza, hozzá tartozik Kisróna.

## Népessége
A 2011-es népszámlálás adatai alapján a község népessége 864 fő volt.